# Ambrosy János
Ambrosy János a 18. században élt szolgabíró, szlovák nyelvű író.
Árva megyében szolgabíróskodott. Egyetlen megjelent művét szlovák nyelven jelentette meg, ami korában még ritkaságnak számított, ezáltal a szlovák nyelvű könyvkiadás kevés korai emléke közé tartozik. A mű egyházi jellegű, az aszkézisnek a keresztény vallásban betöltött szerepét boncolja, címe: Skola Kristova (1780, Pest, Füskúti Landerer).